# Allright
Allright war eine Handelsmarke, unter der verschiedene Unternehmen, vornehmlich in Köln, zwischen 1890 und 1965 Fahrräder, Motorräder und Automobile sowie Zubehör produzierten.

## Unternehmensgeschichten

### Gründungsjahre und Fahrradproduktion
1890 wurde das Unternehmen Allright Fahrradwerke von dem Fahrradpionier Georg Sorge begründet, der als Radrennfahrer Erfolge wie den zweiten Platz bei der Distanzradfahrt Wien–Berlin feierte. Zunächst wurden aus Großbritannien importierte Komponenten der Marken Triumph und Allright Coventry Safety montiert.
Nur sieben Jahre nach der Gründung hatten sich die Allright Fahrradwerke auf dem Markt etabliert (genaue Verkaufszahlen sind nicht bekannt), wie aus dem Katalog von 1897 ersichtlich ist: „Wenn unsere Werke in Deutschland auch nicht zu den ältesten Fabriken gehören, so ist es uns doch gelungen, mit Erfolg alle Versuchsstationen dieser neuen Industrie zu passieren und die besten Maschinen hervorzubringen.“ 26 verschiedene Fahrrad-Modelle wurden in diesem Katalog angeboten. Auch die Erfolge der von dem Unternehmen unterstützten Rennfahrer wie Jimmy Moran oder Peter Günther, der vor seiner Rennfahrerlaufbahn als Mechaniker bei „Allright“ gearbeitet hatte, trugen zum Renommee bei. Wachsende Billigimporte etwa aus den USA führten allerdings im Jahre 1898 zu einem Absatz-Einbruch auf dem deutschen Markt. Noch zehn Jahre zuvor hatte ein Fahrrad 500 bis 1000 Mark gekostet (in etwa das Jahresgehalt eines Arbeiters), jetzt war ein deutsches Fahrrad zwar für rund 200 Mark zu haben, US-amerikanische Räder wurden jedoch schon für 80 Mark angeboten. Viele Fahrradhersteller mussten kapitulieren, doch die Allright Fahrradwerke überstanden die Krise auch durch wirtschaftspolitische Aktivitäten ihres Inhabers.
1899 wurden die Allright Fahrradwerke in eine Aktiengesellschaft umgewandelt, die Produktion wurde aus der kleinen Werkstatt an der Freiligrathstraße auf ein größeres Werksgelände an der Neuenhöfer Allee im heutigen Stadtteil Sülz verlegt. Das Unternehmen betrieb auch eine eigene Radfahrschule.

### Neue Strukturen

Ein Foto zu Werbezwecken: die Familie des Radrennfahrers Robert Walthour, alle mit Allright-Fahrrädern

Ende 1900 änderte die Aktiengesellschaft ihre Firma in Köln-Lindenthaler Metallwerke AG (KLM), Hauptaktionärin war die Rheinische Handelsgesellschaft, die mehrheitlich dem Bankhaus Adolf Hanau gehörte. Die KLM nahm zusätzlich die Produktion von Motorrädern und später auch von Automobilen auf. Sie entwickelte sich zu einem der größten Arbeitgeber im Kölner Westen. 1905 produzierten 750 Arbeiter auf einer Fläche von 145.000 m² jährlich 35.000 Fahrräder.
Bei weit fortgeschrittener Inflation übernahm die KLM im November 1922 den ins Straucheln geratenen lokalen Konkurrenten Cito-Fahrradwerke, der erst wenige Monate zuvor seinerseits das Unternehmen Krieger-Gnädig in Suhl übernommen hatte, sowie die Vereinigte Metallwerke AG in Düsseldorf-Gerresheim und die Suhler Metallfabrik AG in Suhl. Außerdem erwarb die KLM eine zunächst 80-prozentige Beteiligung an der Deutsche Photogravur AG in Siegburg, die kurz darauf in Siegburger Metallwerke AG umfirmiert wurde, ihre Produktion entsprechend umstellte und ihren Sitz zum KLM-Standort an der Neuenhöfer Allee verlegte.
1924 wurde eine Niederlassung in Amsterdam unter der Firma Allright Rigwielen Maatschappij gegründet, die den Vertrieb in den Niederlanden und den Übersee-Export organisierte. 1925 besaß die KLM weitere Beteiligungen an der Allright Verkaufsgesellschaft mbH (Berlin) und an der Köln-Lindenthaler Immobilien-GmbH (Köln-Lindenthal) – durch letztere hatte das Unternehmen Zugriff auf benachbarte Grundstücke zur Sicherstellung einer weiteren räumlichen Expansion des Kölner Werks. Das Aktienkapital der KLM betrug zu dieser Zeit 3,5 Millionen Reichsmark, Conrad Brüsselbach war eines von drei Vorstandsmitgliedern, dem Aufsichtsrat saß Adolf Hanau vor. Nach der Neustrukturierung der diversen Betriebe wurden die nicht mehr benötigten Anlagen bzw. Grundstücke in Köln-Klettenberg und Suhl verkauft. 1927 veräußerte die KLM auch das Gerresheimer Werk, wegen Bilanzverlusten und Abschreibungen wurde im gleichen Jahr das Kapital auf 1,75 Millionen Reichsmark herabgesetzt.
Der Unternehmenszweck wurde wie folgt beschrieben:

„Herstellung von Maschinen, Apparaten und Werkzeugen aller Art, ferner von Waren aus Eisen, Stahl und anderen Metallen, insbesondere die Herstellung von Fahrrädern und Fahrradteilen, Möbeln aus Eisen, Stahl und anderen Metallen, von durch Maschinen- oder durch Menschenkraft zu bewegenden Fahrzeugen nebst Zubehör sowie der Handel in diesen Gegenständen, die Beteiligung bei anderen Unternehmungen gleicher oder ähnlicher Art und Erwerb von solchen – Die Fabrikation erstreckt sich auf die Herstellung der unter der Marke(n) Allright und Cito bekannten Erzeugnisse in Fahr- und Motorrädern.“

Das Suhler Werk wurde von dem ehemaligen Cito-Techniker Paul Henkel übernommen, der dort bis 1931 unter der Firma Paul Henkel Fahrradbau das Motorrad Original Allright K.-G. produzierte. Henkel erkrankte schwer und nahm sich 1931 das Leben.
Das Siegburger Werk wurde später in der Weltwirtschaftskrise verpachtet.

### Zeit des Nationalsozialismus
Kurz vor der Machtübernahme durch die Nationalsozialisten gab Adolf Hanau auf Anraten seines Freundes und KLM-Vorstandsmitglieds Louis Helkenberg seine Unternehmen in vermeintlich vertrauenswürdige „arische“ Hände (→ Nürnberger Gesetze), aus der KLM wurde bald die Conrad Brüsselbach Allright- und Cito-Fahrradwerke. Die Immobilien verblieben im Besitz der Rheinischen Handelsgesellschaft, die nun als Vermieterin fungierte. Adolf Hanau und seine Mutter kamen 1942 im Konzentrationslager Auschwitz ums Leben, der Tochter gelang die Flucht nach Südamerika, während sich der Schwiegersohn das Leben nahm. Conrad Brüsselbach betrachtete sich als rechtmäßiger Eigentümer der Werke, eines „nationalsozialistischen Musterbetriebs“, der gegen Ende des Kriegs auch Waffen und Waffenteile produzierte, und zahlte schließlich auch keine Miete mehr.

### Nach dem Zweiten Weltkrieg
Helkenberg verklagte Brüsselbach nach dem Krieg als Verwalter im Namen der Familie Hanau. Es kam zu einem Vergleich und der Zahlung von 1870 Reichsmark als Gesamtmiete. Der Schwiegersohn Brüsselsbachs, Friedrich Rolf, verlegte schließlich die Produktion nach Hürth-Efferen. Dort produzierte er noch bis in die 1965er Jahre Fahrräder und Mofas unter der Firma Allright / Cito Conrad Brüsselbach Fahrradfabrik. Helkenberg verkaufte das Gelände in Lindenthal an die Dr.-Rüger-Gruppe, er starb 1971.

## Motorräder (1901–1927)

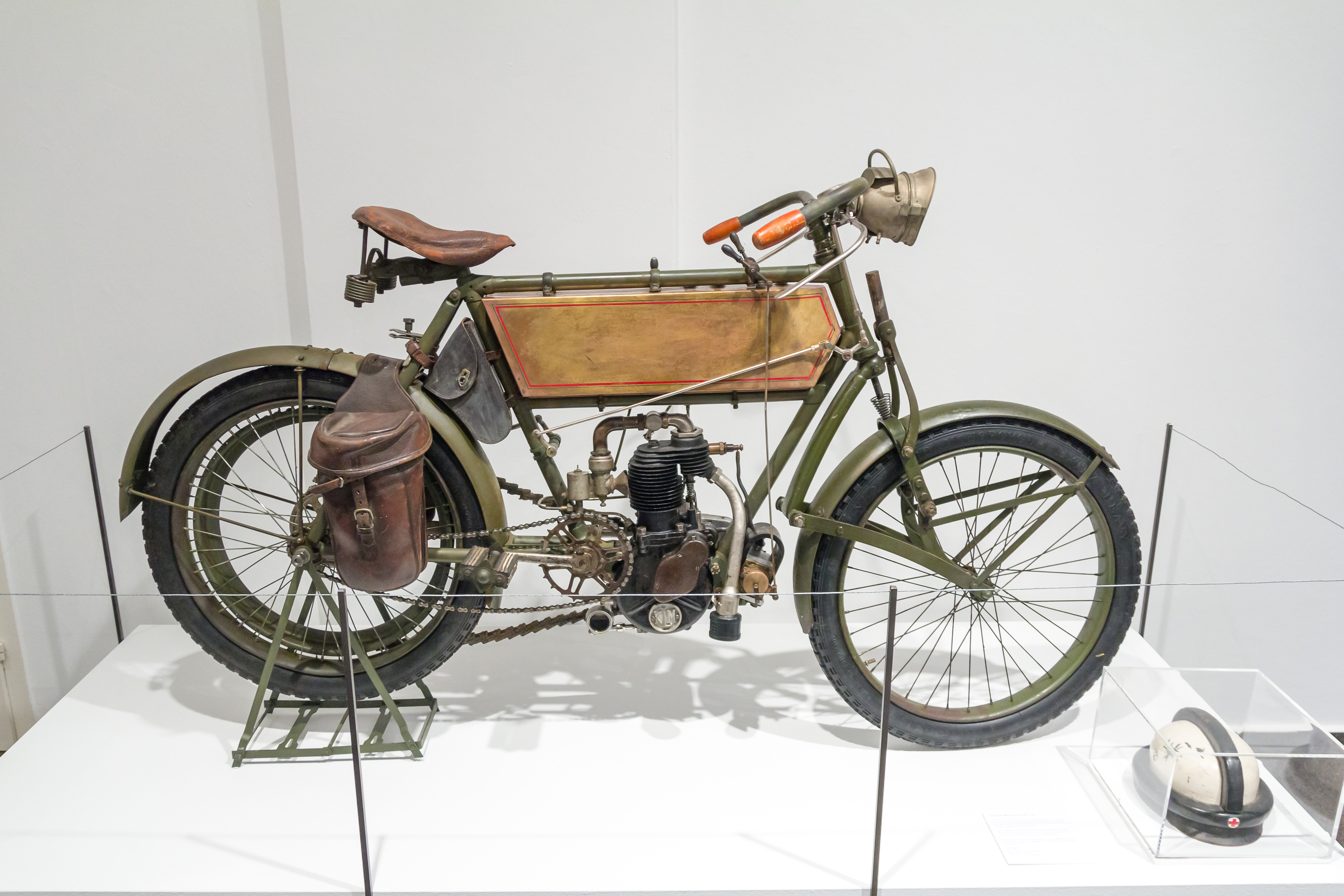
Allright von 1905

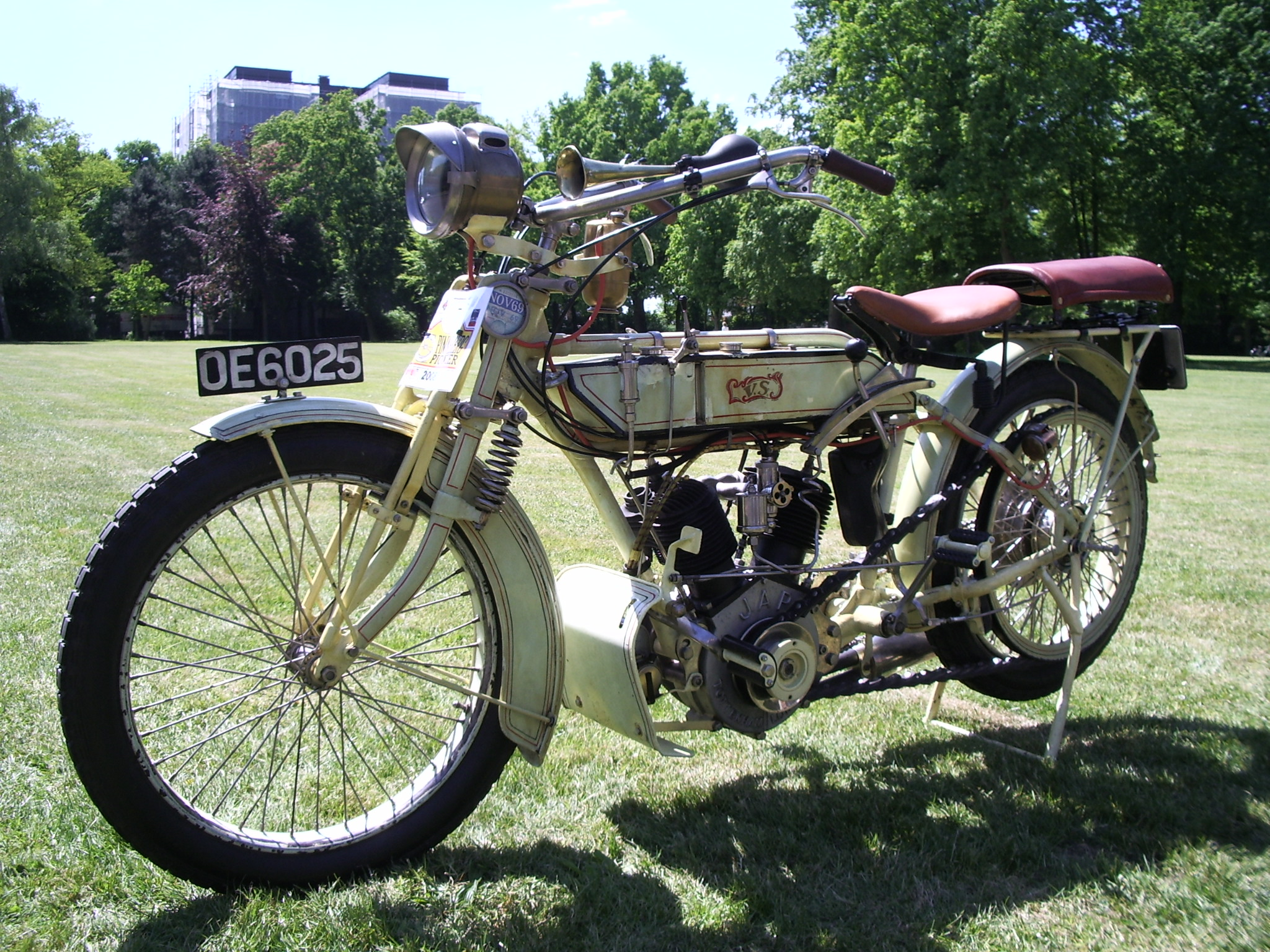
Vindec-Spezial von 1912 mit J.A.P.-Motor

Die Motorräder der Marken Allright und Tiger entstanden unter Verwendung von Einbaumotoren der Unternehmen FN, Kelecom und Minerva. Die ab 1903 mit ein- und zweizylindrigen Motoren der Fafnir-Werke oder J.A.P. ausgerüsteten Motorräder, die nach Großbritannien exportiert wurden, trugen die Markennamen Vindec-Spezial oder V.S.
Nach kriegsbedingter Unterbrechung stellte man ab 1923 wieder Motorräder mit 150-cm³- und 175-cm³-Zweitaktmotoren sowie seiten- und obengesteuerten 350-cm³- und 500-cm³-Motoren des britischen Herstellers J.A.P., aber auch mit britischen Blackburne- oder Schweizer Motosacoche-Motoren her.
Die Übernahme des Unternehmens Cito-Werke (Köln und Suhl) sicherte der KLM die Produktionslinie der Krieger-Gnädig-Motorräder (K.G.). Diese verfügten über einen 500-cm³-Blockmotor sowie Kardanantrieb.

## Automobile (1908–1913)
1908 erschien ein zweisitziger Motorradwagen, der mit einem luftgekühlten V2-Motor und vier Drahtspeichenrädern ausgestattet war. Er wog 200 kg und fuhr 35 km/h schnell.
Ab 1910 wurde ein verbessertes Modell angeboten, das als zweisitziger Runabout oder Lieferwagen erhältlich war. Sein V2-Motor erbrachte bei einem Hubraum von 960 cm³ eine Leistung von 7 PS (5,1 kW) bei 1300 min⁻¹. Über eine Lederkonuskupplung, ein Dreiganggetriebe und Ketten wurden die Hinterräder angetrieben. Das 500 kg schwere Fahrzeug erreichte eine Höchstgeschwindigkeit von 55 km/h und kostete 3.000 Mark. 1913 verschwand auch dieses Modell vom Markt.
1928 wurde der Bau von Motorrädern eingestellt, weiter im Programm des Unternehmens blieb indes ein Zweitakt-Modell mit einem 98er Sachs-Motor, das im Volksmund „Hermännchen“ genannt wurde (angeblich nach dem übergewichtigen Hermann Göring benannt, der sich mal begutachtend auf ein solches Kleinmotorrad gesetzt hatte).

## Motorradzubehör
Nach der Einstellung des Motorradbaus im Jahr 1928 wurde weiter Zubehör produziert, wie die bei vielen Motorradherstellern sehr beliebte Tiger-Federgabel. Bekannter Konstrukteur bei der KLM war der Ingenieur Rudi Albert, der später die Stella der Mars-Werke in Nürnberg schuf.